# Jacques Grimault (complotiste)
Pour les articles homonymes, voir Jacques Grimault et Grimault (homonymie).
Jacques Grimault est un auteur, conférencier pseudoscientifique, occultiste et complotiste français né le 16 juillet 1954 à Issoudun (Indre), membre de l'association Atlantis, dont il devient finalement président, puis en 2011 fondateur de l'association La Nouvelle Atlantide (LNA).
Rejetant la science, l'histoire et la médecine académiques qu'il estime être des mensonges construits par des « cliques » qui dominent le monde en secret, Jacques Grimault est principalement connu du grand public pour son film La Révélation des Pyramides, qui a connu un grand succès du fait de sa libre distribution sur Internet avant d'être diffusé par plusieurs chaînes de télévision francophones. Il est l'auteur ou diffuseur de nombreux ouvrages consacrés à l'alchimie, la numérologie et l'occultisme en général, et est le directeur de publication de la revue trimestrielle Alkemia, revue d'alchimie vraie.
Jacques Grimault est au cœur de plusieurs polémiques sociales, et fait l'objet de plusieurs signalements et procédures judiciaires.

## Biographie

### Jeunesse et formation
Né le 16 juillet 1954 à Issoudun (Indre), Jacques Grimault étudie d'abord les beaux-arts, puis fait carrière dans le tourisme avant de s'orienter vers l'occultisme, la parapsychologie et les pseudosciences en général.

### La Révélation des Pyramides
Il se fait connaître du grand public en 2012 avec la diffusion libre sur Internet du film La Révélation des Pyramides, qu'il co-écrit avec Patrice Pooyard et fait réaliser par celui-ci. Dans ce film, Grimault remet en cause l'origine admise par la communauté scientifique internationale de plusieurs monuments et objets archéologiques, dont les pyramides de Gizeh qui donnent son titre au film.
Le film La Révélation des Pyramides est présenté comme le fruit d'un travail de recherche sérieux et entend démontrer que l'origine de plusieurs monuments et objets ne saurait être humaine, de par leur trop grande complexité technique à l'époque communément admise de leur réalisation. Selon Jacques Grimault, ils viendraient d'une « civilisation disparue », aux capacités techniques bien supérieures à celles de l'homo sapiens,. Jean-Pierre Adam, architecte et archéologue français, apparaît plusieurs fois ; après la sortie du film, il affirme n'avoir pas eu connaissance de la finalité de l'entretien qui lui avait été demandé et qualifie le film d'« escroquerie ».
La Révélation des Pyramides obtient un grand succès populaire en cumulant plus de 90 millions de vues. Parmi les personnalités médiatiques conquises, le youtubeur Squeezie, après avoir fait dans un premier temps l'apologie du film par le biais d'une vidéo qui cumule elle-même plus de quatre millions de vues, se rétracte après avoir été corrigé par une autre vidéaste, Charlie Danger, et présente des excuses à sa communauté.
Les théories avancées dans le film ont fait l'objet de nombreuses réactions et « débunkages » de la part de divers médias grand public, sites Web et chaînes YouTube de vérification des faits et de scepticisme scientifique, à l'exemple de la chaîne La Tronche en Biais animée entre autres par Thomas C. Durand qui, en 2016, invite Jacques Grimault à participer à un débat diffusé en direct, portant sur la validité de la méthodologie employée pour justifier ses théories. Au cours de cet échange, Jacques Grimault remet régulièrement en question les compétences de ses interlocuteurs, ainsi que la validité de la méthode scientifique académique qui, selon lui, « est une philosophie et pas une science ».
Tandis que la communauté scientifique rejette massivement et depuis déjà plusieurs années les théories exposées dans le film,[réf. nécessaire] Altice Média achète et diffuse La Révélation des Pyramides une première fois en 2019, sur la chaîne RMC Découverte — diffusion qui fait l'objet d'une saisine du Conseil supérieur de l'audiovisuel —, puis de nouveau en 2021, sur RMC Story. Selon Damien Karbovnik, doctorant en sociologie à l'Université Paul-Valéry - Montpellier III, « pour de la vulgarisation scientifique, le ton est dissonant : présenté "comme la plus grande chasse au trésor de l’histoire" et comme "l’enquête qui change le monde", il constitue du début à la fin une violente charge contre l’archéologie et l’histoire officielles. Et si la rhétorique conspirationniste y est discrète, elle n’y en demeure pas moins bien présente, car dès lors qu’on explique que l’égyptologie est entachée d’un dogmatisme aveugle, en prétendant qu’elle va jusqu’à empêcher de véritables recherches, on suggère clairement l’idée qu’on nous cache sciemment des choses. »

### La Révélation des Pyramides 2 – L’équateur penché
Dans la foulée du succès de ce premier film, Jacques Grimault lance un financement participatif qui lui permet de lever 108 000 euros afin de réaliser une suite, dont le titre annoncé est La Révélation des Pyramides 2 – L’équateur penché. La sortie de cette suite est repoussée à plusieurs reprises. À l'été 2020, Jacques Grimault explique ce retard par plusieurs facteurs, dont la pandémie de Covid-19 et son impact sur la bande passante d'internet d'une part, et le vol d'une partie de la somme récoltée et de matériel de tournage d'autre part.
Début juin 2021, le tribunal judiciaire de Paris ouvre une enquête pour escroquerie aggravée afin de déterminer si les fonds recueillis en vue de financer le film ont été ou non détournés.

## Critiques

### Rejet de la théorie de l'évolution et du consensus scientifique
Jacques Grimault estime que la science et l'Histoire telles qu'elles sont communément enseignées au niveau académique sont mensongères.
Il rejette la théorie de l'évolution de Charles Darwin, affirmant que des êtres actuellement vivants tels que le tardigrade et le rat-taupe nu ont des caractéristiques qui contredisent cette théorie, sans pour autant fournir de preuve scientifique à l'appui de cette allégation.
Grimault rejette également la médecine académique, qu'il assimile à du charlatanisme.

### Accusations de dérives sectaires
Selon le magazine français Marianne, la Miviludes, organisme chargé de la lutte contre les dérives sectaires, a, en date de la publication de son enquête soit mi-décembre 2020, « reçu une vingtaine de signalements sur [les] activités » de Jacques Grimault dans le cadre de son association, LNA. Les accusations publiées dans Marianne ont été reprises par l'Unadfi.
Une représentante de la Miviludes estime qu'en ce qui concerne l'association LNA, « on est dans la zone grise ».

### Proximité avec les milieux d'extrême droite et propagation de théories racialistes, complotistes et antisémites
Les théories avancées par Jacques Grimault dans La Révélation des Pyramides ont suscité l'« admiration » de Jean-Marie Le Pen — qui s'enthousiasme pour Grimault sur sa propre chaîne YouTube —, de sa fille Marine et de Florian Philippot, à l'époque où tous trois évoluent encore à la tête du Front National, alors principal parti d'extrême droite en France. Plus tard, Philippot prend de la distance et affirme ne pas avoir pris le film au sérieux. Selon le politologue Stéphane François, ce rapprochement entre l'extrême droite et certains courants pseudoscientifiques et particulièrement, pseudoarchéologiques, s'explique par le fait que ces derniers jugent comme avérée l'existence d'une race supérieure originelle aujourd'hui disparue mais dont les Blancs seraient les descendants et héritiers.
Jacques Grimault est également accusé de relayer directement des thématiques et théories d'extrême droite : il donne ainsi des conférences pour Égalité et Réconciliation, et est un soutien du polémiste Alain Soral. Sa page Facebook personnelle aurait, toujours selon Marianne, servi à diffuser des propos antisémites et négationnistes.
Grimault est accusé de souscrire aux théories du complot juif et du complot judéo-maçonnique, estimant le monde dirigé par des « gouvernements talmudo-mondialistes », et l'Association de lutte contre la désinformation en histoire, histoire de l'art et archéologie (ALDHHAA) lui reproche de véhiculer des « idéologies racistes ». Il tient aussi des propos antimaçonniques, accusant les Francs-maçons de constituer « une clique qui trafique l'Histoire ».
Dans la Revue de presse de France Inter, le journaliste Claude Askolovitch évoque une conférence donnée par Grimault à Paris, durant laquelle il aurait déclaré que « la clique qui maintient l'ordre en France » est « la faction talmudiste [qui] a choisi Macron parce que son nom est l'anagramme de monarc, monarque ».

### Controverses sur la validité de ses études et diplômes
Une partie du cursus universitaire et professionnel ainsi que certaines compétences dont se prévaut Jacques Grimault seraient mensongères en vertu d'incohérences chronologiques et d'absence de preuves. Il change d'ailleurs régulièrement ses déclarations sur ces études, se présentant comme médecin, égyptologue, ingénieur, astrologue, musicien, globe trotter, explorateur ou réparateur d'instruments de musique à la mairie de Paris mais aussi voyant, télépathe ou alchimiste ayant obtenu la pierre philosophale. Aucune de ces affirmations n'a jamais été étayée ou prouvée. Au contraire, toutes les allégations vérifiables ont été contredites ou démenties,,.

### Procès pour harcèlement
En mai 2022, Jacques Grimault comparaît devant le tribunal correctionnel de Paris pour se défendre d'une accusation de harcèlement en ligne, par le biais de vidéos, publications et messages injurieux à l'encontre de Faustine Boulay, doctorante en égyptologie, qui s'est montrée critique de ses travaux. Estimant que la complexité de l'affaire ne permettra pas de la juger dans le temps imparti, la magistrate chargée du dossier renvoie l'audience au mois de février 2023,,.
Lors de l'audience du 15 février 2023, Grimault nie les faits de harcèlement, accuse l'entourage de Faustine Boulay d'avoir orchestré l'affaire à son encontre et se présente en « victime ». Une expertise psychiatrique ordonnée par la cour évoque « une psychose délirante de type paranoïaque » et « préconise la mise en place de soins psychiatriques ». Les réquisitions de la procureure de la République sont de dix mois d’emprisonnement avec sursis assortis d'une interdiction de contact avec la victime et d'une obligation de soins.
Il est condamné le 18 avril 2023 à un an d’emprisonnement avec sursis probatoire par le tribunal judiciaire de Paris pour harcèlement en ligne. En outre, il devra verser 5 000 euros à Faustine Boulay en réparation du préjudice qu’elle a subi ainsi que 2 000 euros de frais d’avocat. Enfin, l'accusé a été astreint à un suivi psychologique d'une durée de deux ans,. Il a été reconnu coupable de l’envoi de 87 messages et 18 vidéos en ligne entre mars et novembre 2021 « mettant en scène dans des termes injurieux et parfois menaçants » la chercheuse.

## Publications
Essais
- La Révélation Des Pyramides : Pyramides de lumière, t. 1, 2018 (EAN 9781730962240)
- De la Sainte Opération naturelle pour faire la Pierre des Sages, Pierre de la Borde
- ABC de l'Alchimie, Nouvelle Atlantide, 2017
- Comprendre le nombre d'or : sans les mathématiques, ou comment l'univers fonctionne en harmonie, le nombre d'or dans la grande pyramide de Gizeh, CreateSpace Independent Publishing Platform, 2016 (ISBN 978-1530664849, EAN 9781530344406)
- Les Mystères de la Grande Pyramide dévoilés et expliqués en images : les découvertes de Jacques Grimault, CreateSpace Independent Publishing Platform, 2016 (ISBN 978-1530664849)
- Mes Inventions Nikola Tesla, CreateSpace Independent Publishing Platform, 2018 (EAN 9781985271265)
- Le petit livre des Tarots, CreateSpace Independent Publishing Platform, 19 mars 2016 (ISBN 978-1530636884)
- Introduction à l'Astrologie hermétique, CreateSpace Independent Publishing Platform, 19 mars 2016 (ISBN 978-1530635085)
- La logique de la science, Charles Sanders-Peirce, CreateSpace Independent Publishing Platform, 5 août 2016 (ISBN 978-1536926453)
- Le Mystère Khéops : le plus étrange édifice du monde, CreateSpace Independent Publishing Platform, 2016 (ISBN 978-1530663811)
- Logique de L'Initiation traditionnelle, CreateSpace Independent Publishing Platform, 6 août 2016 (ISBN 978-1536943771)
- Analectes égyptologiques, livret 1 (Egyptologie)
- Le Livre des 12 portes, CreateSpace Independent Publishing Platform, 6 août 2016 (ISBN 978-1536940787)
- La Révélation de l'Île de Pâques, CreateSpace Independent Publishing Platform, 19 mars 2016 (ISBN 978-1530636327)
- Table Ronde, Graal et Alchimie, CreateSpace Independent Publishing Platform, 2016 (ISBN 978-1536948035)
- Les secrets templiers, CreateSpace Independent Publishing Platform, 28 décembre 2017 (ISBN 978-1982098711)
- L'énigme Marie-Madeleine, CreateSpace Independent Publishing Platform, 19 mars 2016 (ISBN 978-1530635153)